# Таханов, Марат Абдысаматович
Марат Абдысаматович Таханов (род. 5 сентября 1977) — казахстанский самбист и дзюдоист, бронзовый призёр чемпионата мира 2003 года по самбо в Санкт-Петербурге, мастер спорта международного класса Республики Казахстан по самбо. По самбо выступал в полулёгкой весовой категории (до 57 кг). Тренировался под руководством Талгата Байшулакова. В 2005 году окончил Карагандинский государственный университет имени Е. А. Букетова. Проживает в Караганде. С 2001 года работал тренером по дзюдо местной детско-юношеской спортивной школы «Жас сункар», а в 2008—2009 годах был директором этой школы.